# Gendron (Belgique)
Pour les articles homonymes, voir Gendron.
Gendron est un village de la commune belge de Houyet situé en Région wallonne dans la province de Namur. Il fait partie de la section de Celles.

## Tourisme et loisirs
Gendron est l'un des départs de la descente de la Lesse en kayak. Cette petite descente en direction d'Anseremme est d'une longueur de 12 kilomètres.